# Elettrometro condensatore
L'elettrometro condensatore è uno strumento creato da Alessandro Volta per misurare la tensione elettrica (oggi, differenza di potenziale).

## Descrizione
L'elettrometro condensatore venne ideato nel 1797 da Alessandro Volta per aumentare la sensibilità degli elettrometri classici. Esso è costituito da un elettrometro a pagliuzze sul quale è avvitato un condensatore a piatti piani paralleli, separati da uno strato di ceralacca. L'elettrometro è composto da un contenitore di vetro a base quadrata con fondo conduttore dal quale si alzano due strisce di stagnola incollate internamente su due facce opposte del contenitore. La loro funzione è quella di permettere la scarica completa dello strumento. All'interno del contenitore sono sospese due pagliuzze. Sulle pareti è inoltre riportata una scala graduata a zero centrale, avente le pagliuzze per raggio.

## Funzionamento
Un corpo conduttore, debolmente carico, viene messo a contatto con il piatto inferiore del condensatore, mentre il piatto superiore viene messo a terra. La capacità, così aumentata, fa sì che le cariche passino dal corpo al piatto inferiore. A questo punto si rimuovono il corpo carico e il piatto superiore del condensatore, provocando una drastica diminuzione della capacità dello strumento. In questo modo le cariche presenti sul piatto inferiore si ridistribuiscono sulle pagliuzze provocandone la separazione e rendendo possibile la misura della tensione.